# Premio Newton Lacy Pierce en Astronomía
El Premio Newton Lacy Pierce en Astronomía es un premio anual entregado por Sociedad Astronómica Estadounidense a un astrónomo joven (menor de 36 años), por logros excepcionales en investigación sobre astronomía observacional. Lleva el nombre del astrónomo estadounidense Newton Lacy Pierce (1905-1950).

## Ganadores
Han recibido este premio:
- 1974 Edwin M. Kellogg
- 1975 Eric Becklin
- 1976 James Roger Angel
- 1977 Donald N.B. Hall
- 1978 James M. Moran, Jr.
- 1979 D. Harper
- 1980 Jack Baldwin
- 1981 Bruce Margon
- 1982 Marc Davis
- 1983 Alan Dressler
- 1984 Marc Aaronson, Jeremy R. Mould
- 1985 Richard G. Kron
- 1986 Reinhard Genzel
- 1987 Donald E. Winget
- 1988 Sallie L. Baliunas
- 1989 Harriet L. Dinerstein
- 1990 Kristen Sellgren
- 1991 Kenneth G. Libbrecht
- 1992 Alexei Filippenko
- 1993 Arlin P.S. Crotts
- 1994 no se entregó
- 1995 Andrew McWilliam
- 1996 Michael Strauss
- 1997 Alyssa A. Goodman
- 1998 Andrea Ghez
- 1999 Dennis F. Zaritsky
- 2000 Kirpal Nandra
- 2001 Kenneth R. Sembach
- 2002 Amy Barger
- 2003 Xiaohui Fan
- 2004 Niel Brandt
- 2005 Andrew Blain
- 2006 Bryan Gaensler
- 2007 no se entregó
- 2008 Lisa Kewley
- 2009 Joshua Bloom
- 2010 Tommaso Treu
- 2011 Gaspar Bakos
- 2012 John A. Johnson
- 2013 Jason Kalirai
- 2014 Nadia L. Zakamska
- 2015 Heather A. Knutson
- 2016 Karin Öberg
- 2017 Evan Kirby
- 2018 Caitlin Casey
- 2019 Daniel R. Weisz